# MTV Video Music Award – najlepsza współpraca
Artykuł przedstawia listę zwycięzców i nominowanych w kategorii Najlepsza współpraca (Best Collaboration) w plebiscycie MTV Video Music Awards organizowanym przez amerykańską telewizję MTV. Pierwszy raz nagrodę przyznano podczas MTV Video Music Awards 2007.

## Lista zwycięzców i nominowanych
| Rok  | Zwycięzca                                  | Teledysk                                                                               | Reszta nominowanych | Źródło          |
| ---- | ------------------------------------------ | -------------------------------------------------------------------------------------- | --- | --------------- |
| 2007 | Beyoncé i Shakira                          | „Beautiful Liar”                                                                       | - Akon featuring Eminem – „Smack That” - Gwen Stefani featuring Akon – „The Sweet Escape” - Justin Timberlake featuring Timbaland – „SexyBack” - U2 featuring Green Day – „The Saints Are Coming” | [ 1 ]           |
| 2008 | Nie przyznawana                            | Nie przyznawana                                                                        | Nie przyznawana | Nie przyznawana |
| 2009 | Nie przyznawana                            | Nie przyznawana                                                                        | Nie przyznawana | Nie przyznawana |
| 2010 | Lady Gaga featuring Beyoncé                | „Telephone”                                                                            | - 3OH!3 featuring Kesha – „My First Kiss” - Beyoncé featuring Lady Gaga – „Video Phone (Extended remix)” - B.o.B featuring Hayley Williams – „Airplanes” - Jay-Z featuring Alicia Keys – „Empire State of Mind”                                                                                          | [ 2 ]           |
| 2011 | Katy Perry featuring Kanye West            | „E.T.”                                                                                 | - Chris Brown featuring Lil Wayne i Busta Rhymes – „Look at Me Now” - Nicki Minaj featuring Drake – „Moment 4 Life” - Pitbull featuring Ne-Yo, Nayer i Afrojack – „Give Me Everything” - Kanye West featuring Rihanna i Kid Cudi – „All of the Lights”                                                   | [ 3 ]           |
| 2012 | Nie przyznawana                            | Nie przyznawana                                                                        | Nie przyznawana | Nie przyznawana |
| 2013 | Pink featuring Nate Ruess                  | „Just Give Me a Reason”                                                                | - Calvin Harris featuring Ellie Goulding – „I Need Your Love” - Pitbull featuring Christina Aguilera – „Feel This Moment” - Robin Thicke featuring T.I. i Pharrell Williams – „Blurred Lines” - Justin Timberlake featuring Jay-Z – „Suit & Tie”                                                         | [ 4 ]           |
| 2014 | Beyoncé featuring Jay-Z                    | „Drunk in Love”                                                                        | - Chris Brown featuring Lil Wayne i Tyga) – „Loyal” - Eminem featuring Rihanna – „The Monster” - Ariana Grande featuring Iggy Azalea – „Problem” - Katy Perry featuring Juicy J – „Dark Horse” - Pitbull featuring Kesha – „Timber”                                                                      | [ 5 ]           |
| 2015 | Taylor Swift featuring Kendrick Lamar      | „Bad Blood”                                                                            | - Ariana Grande i The Weeknd – „Love Me Harder” - Jessie J, Ariana Grande i Nicki Minaj – „Bang Bang” - Mark Ronson featuring Bruno Mars – „Uptown Funk” - Wiz Khalifa featuring Charlie Puth – „See You Again”                                                                                          | [ 6 ]           |
| 2016 | Fifth Harmony featuring Ty Dolla Sign      | „Work from Home”                                                                       | - Beyoncé featuring Kendrick Lamar – „Freedom” - Ariana Grande featuring Lil Wayne – „Let Me Love You” - Calvin Harris featuring Rihanna – „This Is What You Came For” - Rihanna featuring Drake – „Work”                                                                                                | [ 7 ]           |
| 2017 | Zayn i Taylor Swift                        | „I Don’t Wanna Live Forever” (ze ścieżki dźwiękowej do filmu Ciemniejsza strona Greya) | - The Chainsmokers featuring Halsey – „Closer” - DJ Khaled featuring Rihanna i Bryson Tiller – „Wild Thoughts” - D.R.A.M. featuring Lil Yachty – „Broccoli” - Calvin Harris featuring Pharrell Williams, Katy Perry i Big Sean – „Feels” - Charlie Puth featuring Selena Gomez – „We Don’t Talk Anymore” | [ 8 ]           |
| 2018 | Jennifer Lopez (feat. DJ Khaled i Cardi B) | „Dinero”                                                                               | - Beyoncé i Jay-Z (The Carters) – "Apeshit" - Logic (feat. Alessia Cara i Khalid) – "1-800-273-8255" - Bruno Mars (feat. Cardi B) – "Finesse" - N.E.R.D i Rihanna – "Lemon" - Bebe Rexha (feat. Florida Georgia Line) – "Meant to Be"                                                                    | [ 9 ]           |
| 2019 | Shawn Mendes i Camila Cabello              | „Señorita”                                                                             | - BTS (feat. Halsey) – "Boy with Luv" - Lady Gaga i Bradley Cooper – "Shallow" - Lil Nas X (feat. Billy Ray Cyrus) – "Old Town Road (Remix)" - Ed Sheeran i Justin Bieber – "I Don’t Care" - Taylor Swift (feat. Brendon Urie z Panic! at the Disco) – "Me!"                                             | [ 10 ]          |
| 2020 | Lady Gaga i Ariana Grande                  | „Rain On Me”                                                                           | - Ariana Grande i Justin Bieber – "Stuck with U" - The Black Eyed Peas feat. J Balvin – "RITMO (Bad Boys For Life)" - Ed Sheeran (feat. Khalid) – "Beautiful People" - Future (feat. Drake) – "Life is Good" - Karol G (feat. Nicki Minaj) – "Tusa"                                                      | [ 11 ]          |
| 2021 | Doja Cat i SZA                             | „Kiss Me More”                                                                         | - 24kGoldn (feat. Iann Dior) – "Mood" - Cardi B (feat. Megan Thee Stallion) – "WAP" - Drake (feat. Lil Durk) – "Laugh Now Cry Later" - Justin Bieber (feat. Daniel Caesar and Giveon) – "Peaches" - Miley Cyrus (feat. Dua Lipa) – "Prisoner"                                                            | [ 12 ]          |
| 2022 | Lil Nas X i Jack Harlow                    | „Industry Baby”                                                                        | - Drake (feat. Future and Young Thug) – "Way 2 Sexy" - Elton John i Dua Lipa – "Cold Heart (Pnau remix)" - Megan Thee Stallion i Dua Lipa – "Sweetest Pie" - Post Malone i The Weeknd – "One Right Now" - Rosalía (feat. The Weeknd) – "La Fama" - The Kid Laroi i Justin Bieber – "Stay"                | [ 13 ]          |